# Ołeksandr Muzyczko
Ołeksandr Iwanowycz Muzyczko ukr. Олександр Іванович Музичко, ros. Александр Иванович Музычко, ps. Сашко Білий, Saszko Biłyj, „Saszko Biały” (ur. 19 września 1962 w Kiźle, zm. 24 marca 2014 w Barmakach) – ukraiński biznesmen, działacz ukraińskich organizacji nacjonalistycznych Związku Narodowej Młodzieży Ukraińskiej (СНУМ) i UNA-UNSO. Od 2013 r. koordynator Prawego Sektora w zachodnich obwodach Ukrainy.

## Życiorys
Urodził się 19 września 1962 roku w mieście Kizieł w Kraju Permskim Rosyjskiej FSRR. W 1981–1983 latach pełnił służbę wojskową w wojskach obrony przeciwlotniczej w jednostce wojskowej 33115с w Tbilisi.
Po ogłoszeniu niepodległości Ukrainy otrzymał ukraińskie obywatelstwo. Utworzył w Równem pierwszą nacjonalistyczną organizację SNUM (Związek Niepodległej Młodzieży Ukraińskiej), z czasem został członkiem UNA, a po wydarzeniach związanych z Komitetem Kryzysowym – oddziałów UNSO na Rówienszczyźnie.
W 1994 roku, podczas I wojny czeczeńskiej, dowodził oddziałem UNA-UNSO „Wiking”, który walczył w składzie pododdziału polowego dowódcy Szamila Basajewa, miał wchodzić w skład osobistej ochrony prezydenta Czeczenii Dżochara Dudajewa i otrzymał przezwisko „Biały”.
Po śmierci Dudajewa Muzyczko powrócił na Ukrainę. Niejednokrotnie był oskarżany za przestępstwa pospolite w postępowaniu karnym (spowodowanie poważnych obrażeń ciała, wymuszanie pieniędzy). W 1995 roku Muzyczko pobił gościa w równieńskiej kawiarni, a wszczęta przeciwko niemu sprawa została umorzona. W 1997 roku Muzyczko urządził w Kijowie zamach na Ołeha Bisa, członka UNA-UNSO. W 1999 roku Muzyczko w składzie grupy przestępczej porwał w Równem miejscowego biznesmena, domagając się od niego 1000 dolarów. Muzyczko i jego wspólnicy przetrzymywali i regularnie bili biznesmena, dopóki nie aresztowała ich milicja. Mimo wywierania presji na organach ścigania przez UNA-UNSO, żądającej jego zwolnienia i zmuszania do zamknięcia sprawy pod pretekstem nieuzasadnionego prześladowania politycznego, w styczniu 2003, miejski sąd w Równem skazał Ołeksandra Muzyczka na trzy i pół roku pozbawienia wolności. W lutym 2014 r. Muzyczko zelżył, groził bronią i pobił prokuratora w prokuraturze w Równym.
W 2012 roku Ołeksandr Muzyczko był kandydatem do Rady Najwyższej Ukrainy w 153. okręgu wyborczym (centrum – m. Równe), zajął 6. miejsce (1226 głosów, 1,14%).
Począwszy od 2013 roku, Muzyczko był koordynatorem Prawego Sektora w zachodnich obwodach Ukrainy. Aktywnie uczestniczył w równieńskim Euromajdanie.
7 marca 2014 roku Komitet Śledczy Federacji Rosyjskiej wszczął przeciwko niemu postępowanie karne pod zarzutem bandytyzmu w odniesieniu do rosyjskich żołnierzy podczas I wojny czeczeńskiej. Muzyczko umieszczony był na międzynarodowym liście gończym.
24 marca 2014 roku został zastrzelony podczas próby zatrzymania przez milicyjny oddział specjalny Sokił. MSW Ukrainy podało, że zatrzymania dokonano w związku z oskarżeniem Muzyczki o działalność w zorganizowanej grupie przestępczej, a zastrzelony został po tym, jak otworzył ogień do milicjantów, ranił jednego z nich i próbował zbiec. Partia Prawy Sektor, której prominentnym działaczem był Muzyczko oświadczyła, że został on zastrzelony przez milicjantów już po zatrzymaniu i zakuciu w kajdanki oraz że wcześniej nie stawiał oporu.